# ITF St. Pölten
Das ITF St. Pölten (offiziell: Madainitennis Open) ist ein Tennisturnier der ITF Women’s World Tennis Tour, das in St. Pölten, Niederösterreich ausgetragen wird.

## Siegerliste

### Einzel
| Jahr                           | Siegerin        | Finalgegnerin         | Ergebnis       |
| ------------------------------ | --------------- | --------------------- | -------------- |
| ↓ Kategorie: $10.000 ↓         |                 |                       |                |
| 2014                           | Barbara Haas    | Anna-Giulia Remondina | 7:61, 0:6, 6:1 |
| 2015                           | Pia König       | Diana Šumová          | 6:0, 3:6, 7:5  |
| 2016                           | Lenka Juricová  | Kristína Schmiedlová  | 6:2, 6:4       |
| 2017 und 2018 kein ITF-Turnier |                 |                       |                |
| ↓ Kategorie: $25.000 ↓         |                 |                       |                |
| 2019                           | Paula Ormaechea | Réka Luca Jani        | 2:6, 6:3, 6:3  |

### Doppel
| Jahr                           | Siegerinnen                      | Finalgegnerinnen                  | Ergebnis          |
| ------------------------------ | -------------------------------- | --------------------------------- | ----------------- |
| ↓ Kategorie: $10.000 ↓         |                                  |                                   |                   |
| 2014                           | Karin Morgošová Chantal Škamlová | Wera Aleschtschewa Jade Schoelink | 6:3, 6:1          |
| 2015                           | Pia König Rebecca Šramková       | Nora Niedmers Tina Tehrani        | 6:2, 6:2          |
| 2016                           | Justyna Jegiołka Vanda Lukács    | Mariana Dražić Janina Toljan      | 6:4, 4:6, [11:9]  |
| 2017 und 2018 kein ITF-Turnier |                                  |                                   |                   |
| ↓ Kategorie: $25.000 ↓         |                                  |                                   |                   |
| 2019                           | Irina Fetecău Panna Udvardy      | Anna Bondár Réka Luca Jani        | 7:65, 0:6, [11:9] |

## Quelle
- ITF Homepage